# Nowe bicie (numizmatyka)
Nowe bicie – bicie nowych monet sporządzonym na stary wzór stemplem menniczym. Nowe bicie monet stosuje się w celach handlowych lub kolekcjonerskich.
W numizmatyce polskiej funkcjonują oficjalnie (nie jako fałszerstwa) monety nowego bicia Królestwa Kongresowego, wykonane przez mennicę w Warszawie w 1857 r. oraz mennicę w Petersburgu w 1869 r. Monety z 1857 r. wybito za zgodą władz carskich, w odpowiedzi na prośbę muzeum miasta Avenes we Francji w nakładach od kilku, do kilkudziesięciu egzemplarzy nowo przygotowanymi stemplami. Z tego powodu daje się zauważyć różnice pomiędzy oryginałami a ich nowym biciem. Wśród wspomnianych monet nowego bicia pojawiły się również tradycyjne nominały ale z lat, w których nie było oryginalnych emisji.
Zdjęcia przykładowych XIX-wiecznych monet nowego bicia przedstawiono w tabeli poniżej:
| Zdjęcie | Nominał                                 | Uwagi                                                                     |
| ------- | --------------------------------------- | ------------------------------------------------------------------------- |
|         | 1 grosz polski 1815                     | nowe bicie warszawskie z 1857 r. monet obiegowych w tym roczniku nie bito |
|         | 1 grosz polski 1818 IB                  | nowe bicie ok. 1860 r. istnieją monety obiegowe tego rocznika             |
|         | 1 grosz polski 1819                     | nowe bicie ok. 1860 r. istnieją monety obiegowe tego rocznika             |
|         | 1 grosz polski 1820                     | nowe bicie ok. 1860 r. istnieją monety obiegowe tego rocznika             |
|         | 1 grosz polski 1821                     | nowe bicie ok. 1860 r. istnieją monety obiegowe tego rocznika             |
|         | 1 grosz polski 1822 Z MIEDZI KRAIOWEY   | nowe bicie warszawskie z 1857 r. istnieją monety obiegowe tego rocznika   |
|         | 1 grosz polski 1823 Z MIEDZI KRAIOWEY   | nowe bicie ok. 1860 r. istnieją monety obiegowe tego rocznika             |
|         | 1 grosz polski 1826 Z MIEDZI KRAIOWEY   | nowe bicie warszawskie z 1857 r. monet obiegowych w tym roczniku nie bito |
|         | 1 grosz polski 1829                     | nowe bicie warszawskie z 1857 r. istnieją monety obiegowe tego rocznika   |
|         | 1 grosz 1839                            | nowe bicie warszawskie z 1857 r. istnieją monety obiegowe tego rocznika   |
|         | 3 grosze polskie 1815                   | nowe bicie warszawskie z 1857 r. monet obiegowych w tym roczniku nie bito |
|         | 3 grosze polskie 1816                   | nowe bicie warszawskie z 1857 r. monet obiegowych w tym roczniku nie bito |
|         | 3 grosze polskie 1817                   | nowe bicie ok. 1860 r. istnieją monety obiegowe tego rocznika             |
|         | 3 grosze polskie 1818                   | nowe bicie warszawskie z 1857 r. istnieją monety obiegowe tego rocznika   |
|         | 3 grosze polskie 1826 Z MIEDZI KRAIOWEY | nowe bicie warszawskie z 1857 r. istnieją monety obiegowe tego rocznika   |
|         | 3 grosze polskie 1827                   | nowe bicie warszawskie z 1857 r. istnieją monety obiegowe tego rocznika   |
|         | 3 grosze polskie 1828                   | nowe bicie warszawskie z 1857 r. istnieją monety obiegowe tego rocznika   |
|         | 3 grosze polskie 1830 FH                | nowe bicie warszawskie z 1857 r. istnieją monety obiegowe tego rocznika   |
|         | 3 grosze polskie 1832 KG                | nowe bicie warszawskie z 1857 r. istnieją monety obiegowe tego rocznika   |
|         | 3 grosze polskie 1834 IP                | nowe bicie warszawskie z 1857 r. istnieją monety obiegowe tego rocznika   |
|         | 3 grosze 1839                           | nowe bicie warszawskie z 1857 r. istnieją monety obiegowe tego rocznika   |
|         | 5 groszy polskich 1832                  | nowe bicie ok. 1860 r. istnieją monety obiegowe tego rocznika             |
|         | 10 groszy polskich 1832                 | nowe bicie ok. 1860 r. monet obiegowych w tym roczniku nie bito           |